# Pau Masó
Pau Masó (Gerona, Cataluña, España, 14 de enero de 1986) es un actor español, conocido por interpretar papeles en; One Minute, Haunted Poland, Who's There?, Keep the Party Going y Aleksandr's Price.

## Carrera cinematográfica
Masó ha actuado en cortometrajes como One Minute y Who's There?. Más conocido por su cine de autor, Masó ha actuado en películas como Haunted Poland, Aleksandr's Price y The App Killer. Who's There? ha recibido buenas críticas considerando el bajo presupuesto de la producción. Masó esta en preproducción con The App Killer, Night of Fear y Haunted Poland: The Origins.

## Filmografía

### Series de televisión
- Rizzoli & Isles (2010)

### Largometrajes
| Año  | Película             | Functioned as | Functioned as | Functioned as | Functioned as | Functioned as        | Notas |
| Año  | Película             | Director      | Productor     | Escritor      | Actor         | Role                 | Notas |
| ---- | -------------------- | ------------- | ------------- | ------------- | ------------- | -------------------- | ----- |
| 2010 | One Minute           | Sí            | Sí            | Sí            | Sí            | John                 |       |
| 2010 | Keep the Party Going |               |               |               | Sí            | Luke                 |       |
| 2010 | What About Boys?     |               |               |               | Sí            | Jessie               |       |
| 2011 | Who's There?         | Sí            | Sí            | Sí            | Sí            | Christensen Jacobson |       |
| 2012 | Haunted Poland       | Sí            | Sí            |               | Sí            | Pau                  |       |
| 2012 | The App Killer       | Sí            |               | Sí            | Sí            | Tony                 |       |
| 2012 | Aleksandr's Price    | Sí            | Sí            | Sí            | Sí            | Aleksandr            |       |
| 2012 | Devil's Tree         | Sí            |               |               |               |                      |       |
| 2012 | Night of Fear        |               |               |               | Sí            | Joel                 |       |